# Оленевское
Оленевское (укр. Оленівське) — село в Мурафском сельском совете Краснокутского района Харьковской области Украины.
Код КОАТУУ — 6323584705. Население по переписи 2001 года составляет 215 (98/117 м/ж) человек.

## Географическое положение
Поселок Оленевское находится на расстоянии в 2 км от реки Мерчик (левый берег), примыкает к селу Мурафа, по посёлку протекает пересыхающий ручей. К посёлку примыкает большой лесной массив (дуб). Через посёлок проходит автомобильная дорога Т-2106.

## История
- 1875 — дата основания.

## Экономика
- Свинотоварная ферма.

## Достопримечательности
- Братская могила советских воинов. Похоронено 15 воинов.